# أوسكار سيم
أوسكار سيم (بالإنجليزية: Wilfrid Joseph Sim)‏ هو محامي نيوزيلندي، ولد في 1890، وتوفي في 1974 في ويلينغتون في نيوزيلندا.